# Cucajaqui
Cucajaqui es un ejido del municipio de Navojoa ubicado en el sur del estado mexicano de Sonora, en la zona del valle del río Mayo. Según los datos del Censo de Población y Vivienda realizado en 2010 por el Instituto Nacional de Estadística y Geografía (INEGI), Cucajaqui tiene un total de 329 habitantes.

## Geografía
Cucajaqui se sitúa en las coordenadas geográficas 26°46′19″ de latitud norte y 109°14′51″ de longitud oeste del meridiano de Greenwich, a una elevación de 69 metros sobre el nivel del mar.